# Alstonia neriifolia
Alstonia neriifolia là một loài thực vật có hoa trong họ La bố ma. Loài này được D.Don mô tả khoa học đầu tiên năm 1825.